# 개성 왕씨
개성 왕씨(開城王氏)는 개성시를 본관으로 하는 고려 왕족의 후예이다. 시조는 왕국조(王國祖)이다. 후에 그는 원덕대왕(元德大王)에 추존되었다.

## 기원
- 왕건의 집안은 송악(松岳)의 호족이었다.

### 고구려
고려 의종 때 김관의가 왕건의 족보를 채집해 기록한 고려편년통록(高麗編年通載)에 의하면 고려를 세운 왕건의 증조모 정화왕후 강씨(貞和王后 康氏)는 고구려계 신라 사람인 강충(康忠)의 증손녀이자 고구려 출신의 신라 장군 강호경(康虎景)이 그녀의 증조부이다. 왕건은 집안 가계상 고구려의 먼 후손에 해당한다.

### 당 황실 후예설
고려 때 관찬된 정사인 편년통록(編年通錄)에 의하면 왕건의 조부 작제건(作帝建)은 당 숙종의 아들로 서술하고 있다. 충선왕이 원나라에 있을 때 한림학사(翰林學士)가 "왕의 선조께서 당 숙종에게서 나왔다고 하던데 어디에 근거한 바입니까? 숙종은 어려서부터 대궐 문을 나오지 않았고 안록산의 난 때 영무(靈武)에서 즉위하였으니 어느 때에 동쪽으로 와서 아들을 두기에 이르렀겠습니까?’라고 하니 왕이 크게 부끄러워하며 답하지 못하였는데 민지가 곁에 있으면서 대답하여 말하기를, "그것은 우리나라 역사에 잘못 쓰였을 뿐입니다. 숙종이 아니고 선종입니다."라고 항변했다.
단, 당 선종 역시 생전에 장안 일대를 벗어난 적이 없다는 점에서 당황실 후예설은 신빙성이 낮다. 고려 말의 학자 이제현 역시 《왕대종족기》를 저술하면서 당황실 후예설을 부정하였다. 조선 세종 때 정인지 등이 고쳐 쓴 고려사에는 작제건이 선종의 아들로 나온다.

## 분파
고려 개국공신 삼중대광(三重大匡) 유검필(庾黔弼)의 딸로 고려 태조의 제9비인 동양원부인(東陽院夫人)의 아들 효은태자(孝隱太子)의 후손이 현존하는 개성 왕씨(開城 王氏)의 90% 이상을 차지한다.
- 동양군파(東陽君派)의 파조는 제1대 고려 태조(太祖)의 제15왕자 원(垣).
- 평양공파(平壤公派)의 파조는 제8대 고려 현종(顯宗)의 제4왕자 기(基).
- 양양공파(襄陽公派)의 파조는 제20대 고려 신종(神宗)의 제2왕자 서(恕).
- 안경공파(安慶公派)의 파조는 제23대 고려 고종(高宗)의 제2왕자 창(滄).
- 시중공파(侍中公派)의 파조는 제30대 고려 충정왕(忠定王)의 제1왕자 제(濟).

## 항렬자
| 32세                        | 33세                                | 34세                        | 35세                                | 36세                        | 37세                                | 38세                        | 39세                                | 40세                        |
| --------------------------- | ----------------------------------- | --------------------------- | ----------------------------------- | --------------------------- | ----------------------------------- | --------------------------- | ----------------------------------- | --------------------------- |
| 상(相) 동(東) 주(柱) 춘(椿) | 口환(煥) 口희(熙) 口현(炫) 口섭(燮) | 규(奎) 충(忠) 은(垠) 성(城) | 口옥(鈺) 口은(銀) 口록(錄) 口순(錞) | 치(治) 한(漢) 태(泰) 영(泳) | 口표(杓) 口근(根) 口환(桓) 口모(模) | 병(炳) 준(焌) 형(炯) 연(然) | 口기(基) 口배(培) 口균(均) 口준(埈) | 종(鍾) 호(鎬) 탁(鐸) 수(銖) |

## 고려 멸망 이후
조선 태조 원년(1392년) 7월 20일 사헌부 대사헌(大司憲) 민개(閔開) 등이 고려 왕조의 왕씨를 밖에 두기를 청하니, 조선 태조가 순흥군(順興君) 왕승(王昇)과 그 아들 강(康), 정양군(定陽君) 왕우(王瑀)와 그의 아들 조(珇)·관(琯)을 제외한, 나머지를 모두 강화(江華)와 거제(巨濟)에 나누어 두게 하였다. 8월 20일에는 고려 왕씨들의 노비의 수를 줄였다. 또는 죽지 않으려고 전씨(田氏)로 바꾸신 분들도 있다.
2년 5월 26일에는 왕명에 따라 도평의사사에서 경상도 안렴사와 거제 병마사에게 이문(移文)하여 거제로 보내졌던 왕씨 일족을 모두 육지로 나오게 해서, 완산(完山)·상주(尙州)·영해(寧海)에 나누어 거처하게 하였다.
3년 1월 17일에는 김가행(金可行)과 박중질(朴仲質)이 점쟁이에게 공양왕과 왕씨의 명운을 물은 역모를 하자, 다시 일부 왕씨들을 거제도로 옮겼다. 이 사건과 관련하여, 1월 21일 대간(臺諫)과 형조에서 왕씨를 제거하자고 청하였고, 2월 21일 대간(臺諫)과 형조에서 왕강(王康), 왕격(王鬲), 왕승보(王承寶), 왕승귀(王承貴)의 가족들을 모두 해도로 보낼 것을 청하였고, 2월 22일, 2월 23일에도 왕씨 일족의 죄를 청하였으나 모두 받아들여지지 않았다. 25일에는 대간과 형조에서 박위(朴葳)도 모의에 가담했다고 주장하였다. 26일에 다시 공양(恭讓) 삼부자(三父子)를 법에 처하고, 왕강, 왕격, 왕승보, 왕승귀의 일가를 모두 해도(海島)로 내쫓고, 강화(江華)에 보내졌던 왕씨도 해도로 귀양보내라는 상소가 올려지자 조선 태조는 역시 거절하였다. 이에, 대간과 형조에서 정사(政事)를 보지 않는 시위를 하자, 왕강은 공주(公州)로, 왕격은 안변(安邊)으로, 왕승보는 영흥(永興)으로, 왕승귀는 합포(合浦)로 귀양보내졌다.
2월 27일에 조선 태조는 사헌부에 명령하여 강화에 살고 있는 왕씨 중 늙은이와 약한 자를 보살피라 명령했다.
4월 1일, 10일에 또 다시 왕씨를 죽이라는 상소가 올라왔고, 4월 14일에 다시 상소가 올라오자 마침내 받아들여졌다. 중추원 부사(中樞院副使) 정남진(鄭南晉)과 형조 의랑(刑曹議郞) 함부림이 삼척으로, 형조 전서(刑曹典書) 윤방경(尹邦慶)과 대장군 오몽을이 강화도로, 형조 전서(刑曹典書) 손흥종과 첨절제사(僉節制使) 심효생이 거제도로 왕씨를 제거하려 보내졌다. 4월 15일에 윤방경 등이 강화에 있던 왕씨 일족을 강화 나루에 빠뜨려 죽였다. 4월 17일에는 공양왕 일가가 살해되었으며, 4월 20일에 손흥종 등이 거제도에 있던 왕씨 일족을 바다에 빠뜨려 죽였고, 같은 날에 왕씨의 남은 자손을 대대적으로 수색하여 이들을 모두 목 베었다.
4월 26일 고려 왕조에서 왕씨로 사성된 일족들은 모두 본성으로 환성하게 했으며, 왕씨를 가진 사람은 고려 왕실의 후예가 아니더라도 어머니의 성을 따르게 하였다.
6년 12월 1일에는 왕씨의 서얼인 백안(伯顔)·연금(延金)·금만(金萬)이 성명을 달리 바꾸고 지내었다가 발각되어 처형되었다. 12월 8일에는 역시 고려 왕씨의 서얼인 약사노(藥師奴)가 교살(絞殺)되었다.
조선 태종 13년 11월 15일에는 왕휴(王庥)의 아들 왕거을오미(王巨乙吾未)가 붙잡혔다. 왕휴가 공주 사람 이밀충의 누이를 첩으로 맞아 아들을 낳았는데, 바로 거을오미이다. 태조 3년에 왕씨가 도륙당하였을 때에는 그 어미가 무지하였기 때문에 살아남을 수 있었다고 한다. 또한, 여러 왕씨의 후손들이 중이 되어 산으로 도망갔다는 소문이 퍼지자, 전국 사찰을 조사하라는 명령이 내려졌다. 13년(1413) 11월 26일에 왕거을오미를 석방하고, 태종이 "금후로는 왕씨의 후손이 혹은 스스로 나타나거나, 혹은 남에게 고발을 당하는 자는 아울러 자원(自願)하여 거처(居處)하는 것을 들어주어서 그 삶을 평안하게 하라."라고 하교하였다. 하지만, 11월 29일, 12월 1일에 왕거을오미를 죽이라는 상소가 올라오기도 하였으나 기각되었다.
16년 11월 1일에는 왕상우(王上尤)가, 왕씨의 후예가 이수라는 자의 여종과 혼인하여 낳은 자식이라고 하여 그 주인 이수에 의해 고발되었다. 5일에 그 아우 왕화상(王和尙)과 함께 풀려났다.
조선 문종 1년 11월 1일과 6일에 왕씨의 후예를 찾아 제사를 받들 게 할 것을 명하였다. 얼마 뒤에, 제우지(齊牛知)라 변성하여 공주에 숨어살던 왕우지(王牛知)가 이웃 사람과 밭 경계를 가지고 다툼이 벌어지더니 이웃 사람이 관가에 왕씨라고 밀고하여 붙잡혀 오게 되었는데, 오히려 조정에서는 숭의전 부사(崇義殿副使)라는 관직을 내려주었다. 뒤에 왕순례(王循禮)라는 이름도 내려졌다.

멸족령을 피해 왕씨들이 王과 비슷한 글자인 田, 全, 玉, 車, 申 등으로 변성하였다는 설이 있다. 왕제구 개성왕씨중앙종친회 사무국장은 
| “ | 그런 설이 있다. 하지만 다 그렇다는 확신은 없다. | ” |

고 했다.

## 환성(換姓)
왕제구 사무국장은 1918년에 발행된 무오보에 옥(玉)씨 성을 쓰던 일파가 환성한 것이 유일하다고 했다. 그리고 본래 고려 왕실에서는 태자를 제외한 왕자들을 승려로 출가시키거나, 아니면 모친의 성을 따게 해서 왕권에 피해를 주지 못하게 했다. 그러므로 현재 고려 성원록을 보면, 유(柳)씨, 임(林)씨, 이(李)씨 등등 외가의 성을 따른 왕자들이 많다. 그래서 현재 이 성씨들 중 고려 왕실의 후손이 있다는 얘기도 있다. 대표적으로 고려 희종의 손자 '광평공 혜'의 아들이 모친의 성을 따서 유(柳)씨가 되었고 약목유柳씨 (후에 '문화유(柳)'씨로 합보되어 곤산군파가 되었으나 문화유씨와 혈연적 관계는 없음)가 이 광평공의 후손이라는 말도 있다.

## 인구
- 2000년 6,148가구 19,808명
- 2015년 22,452명

## 집성촌
- 개성특별시 개풍구역
- 경기도 연천군 미산면
- 경기도 이천시 율면 오성리
- 충청북도 청주시
- 충청남도 공주시
- 전라북도 정읍시

## 같이 보기
- 남양 전씨(南陽 田氏)
- 의령 옥씨(宜寧 玉氏)
- 개성 내씨(開城 乃氏)